# 無限軌道 (アルバム)
『無限軌道』（むげんきどう）は、チューリップの通算5枚目のアルバム。1975年4月5日発売。

## 解説
それまでのアルバムからは打って変わって、暗く硬い雰囲気で全体がまとめられている。
アイドル的な人気に対する挑戦とも言えるコンセプトだが、オリコンチャートでは最高4位を記録した。
チューリップのブレイク以降、財津と姫野の両人がボーカリストとして前面に出ていたが、今作ではほぼ全ての楽曲を財津がボーカルをとり、姫野は安部と並んで一曲のみという内容であり、ここから見てもアイドル的な人気からの脱却を図っていたのが見え隠れしている。
ジャケットは、アルバムタイトルと黒地にモノクロの財津の顔のアップのみで、財津の顔のサングラスには他のメンバー4人のみがカラーで写っている。
裏面は表面と財津の表情やメンバーのポーズが若干違っており、全体がカラーになっている。
2000年、『TULIP Anthology1〜Rare Tracks〜』にこのアルバムのために制作した未発表曲『旅立』（作詞・作曲・ボーカル：財津和夫）が収録された。財津のボーカルのみの通し録音で、コーラスなどは入っていない。

## 収録曲
SIDE A
1. 心を開いて
  - 作詞／作曲：財津和夫　編曲：チューリップ・青木望　ボーカル：財津和夫
  - イントロなしで始まる楽曲で、財津の人生観的な内容である。
  - 再結成後のライブでは定番化している楽曲の一つで、ソロでも演奏されたことがある。
  - デビュー当時にコカ・コーラのCM曲としてプレゼン（結果は不採用）した楽曲に似ているとスタッフが証言している。
  - また、再結成後にプロデューサーを務めた見上浩司は、チューリップのベスト曲としてこの曲を挙げている。
2. 私は小鳥
  - 作詞／作曲：財津和夫　編曲：チューリップ　ボーカル：財津和夫
  - 同年、当時チューリップと同じシンコーミュージックに所属していたあべ静江がカバーし、テレビでしばしば歌唱した。
3. 愛のかたみ
  - 作詞／作曲：財津和夫　編曲：チューリップ　ボーカル：財津和夫
  - ボーカルをメガホン越しに録音した楽曲で、その他の楽器演奏もラジオボイス風なアレンジになっている。
  - ライブで演奏される際は、エンディングを真っ赤なライティングで舞台を彩るのが定番だった。
4. たえちゃん
  - 作詞：不詳　補作詞：財津和夫／作曲：財津和夫　編曲：チューリップ・青木望　ボーカル：財津和夫
  - 博多に伝わる春歌がモチーフにされており、チューリップでは最長の11分に達する楽曲である。
  - 放送コードに触れる歌詞（個人名と学校名、卑猥と受け取れる単語）があるため、一部の歌詞を加工(ピアノの連打とシャウト)により聴き取れないようにしていた。
  - そのため歌詞カードには楽曲名の記載はあるが、4曲目にあたる部分は空白となっている。
  - ちなみに、2000年に発売された『TULIP Anthology 1〜Rare Tracks〜』にて、無修正バージョンとして収録され、歌詞も記載された。このバージョンでは、アルバムではフェードアウト処理されたラストの部分もオリジナルのまま収録されている。
  - 当時のライブや新日本フィルとのジョイントコンサートでは当該部分も含めてフルで演奏されていた。この新日本フィルとのバージョンは、限定版『LIVE ACT TULIP 1973-1979ボックス』に収録されている。

SIDE B
1. もしも僕が
  - 作詞／作曲：安部俊幸　編曲：チューリップ　ボーカル：安部俊幸
  - しばしばライブでも演奏された楽曲。
  - 2017年のツアーでは安部への追悼の意を込めて、メンバーが交代でボーカルを取って演奏された。
2. おいらの旅
  - 作詞／作曲：財津和夫　編曲：チューリップ　ボーカル：財津和夫
3. 一人がいいさ
  - 作詞／作曲：財津和夫　編曲：チューリップ　ボーカル：財津和夫
4. サボテンの花
  - 作詞／作曲：財津和夫　編曲：チューリップ　ボーカル：財津和夫
  - 同年2月に先行シングルとして発売されていた楽曲。
5. 生きるといふこと
  - 作詞／作曲：財津和夫　編曲：チューリップ・青木望　ボーカル：財津和夫
  - 2004年に財津のソロアルバム『サボテンの花〜grown up〜』でセルフカバーされた。
6. ある昼下がり
  - 作詞／作曲：姫野達也　編曲：チューリップ　ボーカル：姫野達也
  - 姫野が初めて作詞を手掛けた楽曲。アコースティックギターメインのフォーク風の曲。
  - 第1期のライブでしばしば披露されたほか、ソロのライブでも演奏された。2022年のデビュー50周年記念ツアーでも演奏されている。
7. 人生ゲーム
  - 作詞／作曲：財津和夫　編曲：チューリップ　ボーカル：財津和夫
  - 第1期から2期の初期にかけてライブで観客を含めた大合唱をするのが定番となっていた楽曲。
  - この曲も『たえちゃん』に次いで長い7分に達する。
  - 財津がDJを務めたラジオ番組「財津和夫の人生ゲーム」のタイトルはここからとられている。
  - 歌詞の内容が海外の民謡を彷彿とさせる部分もあり、このアルバムでしばしば描かれた財津の当時の人生観を大きな視点から描いてまとめあげているとも言える。
  - 財津がしばしば取り上げた『魔法の靴』も登場する。

## クレジット
SHOO KUSANO – SHINKO PRODUCTIONS
Electric Guitar – Toshiyuki Abe, Tatsuya Himeno
Acoustic Guitar – Tatsuya Himeno, Kazuo Zaitsu
Electric & Acoustic Bass – Akira Yoshida
Drums – Masatoshi Ueda
Strings Ensemble – Kazuo Zaitsu, Tatsuya Himeno
Synthesizer Horn – Kazuo Zaitsu
Arranged by Kazuo Zaitsu
Strings & Horn Arranged by Nozomi Aoki(A-1,4 B-5)
Art Direction – Takuya Ohno
Cover Design – Orbis
Photograph – Kenji Taguchi
Supervision – Shiro Nishida
Management – Masayuki Seo
Engineered by Takeshi Itoh
Assistant by Masakazu Kawamura
Recorded at TOSHIBA-EMI Studios
Re-Mixed at Onkio Haus
Produced by Kazunaga Nitta